# Tekari
Tekari é uma cidade e um município no distrito de Gaya, no estado indiano de Bihar.

## Geografia
Tekari está localizada a 24° 56′ N, 84° 50′ L. Tem uma altitude média de 82 metros (269 pés).

## Demografia
Segundo o censo de 2001, Tekari tinha uma população de 17.615 habitantes. Os indivíduos do sexo masculino constituem 52% da população e os do sexo feminino 48%. Tekari tem uma taxa de literacia de 66%, superior à média nacional de 59,5%: a literacia no sexo masculino é de 74% e no sexo feminino é de 57%. Em Tekari, 17% da população está abaixo dos 6 anos de idade.